# 16908 Groeselenberg
16908 Groeselenberg este un asteroid din centura principală de asteroizi.

## Descriere
16908 Groeselenberg este un asteroid din centura principală de asteroizi. A fost descoperit pe 17 februarie 1998 la Uccle de Eric Walter Elst și Thierry Pauwels. Asteroidul prezintă o orbită caracterizată de o semiaxă mare de 2,38 ua, o excentricitate de 0,24 și o înclinație de 6,6° în raport cu ecliptica.